# Історія виникнення системного аналізу

## Зародження та розвиток поняття система

### Виникнення поняття системи
Поняття "система" (організм, лад, союз, ціле, складене із частин) з'явилося в Древній Греції близько 2000 років тому. Античні вчені (Аристотель, Демокрит, Платон і інші) розглядали складні тіла, процеси й міфи світобудови як компоненти різних систем (наприклад, атомів, метафор).

### Розвиток в добу ренесансу
Вклад вчених ренесансу (Коперник, Галілей, Ньютон і інші) дозволив перейти до геліоцентричної системи світу, до категорій таких як "річ і властивості", "ціле й частина", "субстанція й атрибути", "подібність і розходження" і ін. В подальшому розвиток системного аналізу відбувається під впливом різних філософських течій, теорій про структуру пізнання й можливості пророкування (Бекон, Гегель, Ламберт, Кант, Фіхте й інші). У наслідку такого розвитку системний аналіз займає позицію методологічної науки. 

### Розвиток XI-XX ст.
Натуралісти XI-XX ст. (Богданов, Берталанфі, Вінер, Ешбі, Цвіккі й інші) не тільки зробили актуальною роль модельного мислення й моделей у природознавстві, але й сформували загальні системоутворюючі принципи, принципи системності наукового знання, "об'єднали" теорію відкритих систем, філософські принципи й здобутки природознавства. В наш час розвиток теорія систем, системний аналіз отримали під впливом здобутків як класичних галузей науки (математика, фізика, хімія, біологія, історія й ін.), так і некласичних галузей(синергетика, інформатика, когнітологія, теорії нелінійної динаміки й динамічного хаосу, катастроф, нейроматематика, нейроінформатика й ін.). Необхідно виділити вплив техніки (з найдавніших часів) і технології (сучасності) на розвиток системного аналізу, а саме , на її прикладну область - системотехнікові, на методологію проектування складних технічних систем. Це вплив - взаємне: розвиток техніки й технології доповнює системний аналіз новими методами, моделями, середовищами. 

Епоха створення основ системного аналізу була характерна розглядом найчастіше систем фізичного або філософського (гносеологічного) походження. Однак постулат (Аристотеля): "Важливість цілого вище важливості його тридцятимільйонних" пізніше замінив інший постулат (Галілея): "Ціле пояснюється властивостями його тридцятимільйонних".
Значущий внесок у створення й збагачення системного аналізу, системного мислення внесли такі вчені:
 Р. Декарт, Ф. Бекон, И. Кант, И. Ньютон, Ф. Енгельс, А.И. Берг, А.А. Богданов, Н. Вінер, Л. Берталанфи, Ч. Дарвін, И. Пригожин, Е. Ешбі, А.А. Ляпунов, Н.Н. Моисеев і інші.

## Виникнення системного аналізу як науки
Системний аналіз і теорія систем з'явилися ще зовсім недавно і є молодими напрямами у наукових дослідженнях. Розвиток продовжується й у наш час. Початок формування понятійного апарату системних досліджень відносять до 30—50-х років ХХ ст. та пов'язують з роботами відомого австрійського вченого-біолога Людвіга фон Берталанфі. Але цей процес має глибші історичні корені. 
Біологи та психологи вже давно дійшли висновку, що при дослідженні цілісного організму дуже рідко вдається спостерігати за зміною однієї визначеної змінної у чистому вигляді. Зміни одного з параметрів, як правило, спричиняють взаємопов’язані зміни багатьох інших, що, в свою чергу, впливають на перший. Для дослідження подібних процесів необхідно створити певну модель досліджуваної системи, яка б враховувала найсуттєвіші взаємозв'язки та імітувала на абстрактному рівні поведінку об’єкта.
Але деякі прийоми моделювання при аналізі складних систем ще задовго до біологів, психологів та соціологів застосовували економісти. Тут доречно згадати, наприклад, про відомі «Економічні таблиці» Франсуа Кене. Інші аспекти системного аналізу (інформаційний та управлінський) також давно є предметом уваги економістів. Економісти розглядали процеси управління в системах, які складаються із взаємопов’язаних між собою елементів, раніше, ніж ці проблеми були сформульовані в загальнотеоретичному аспекті в інших науках — у техніці, в біології і задовго до того, як вони були сформульовані в кібернетиці.
Апарат системного аналізу дає можливість розкрити та зрозуміти закономірності функціонування технічних, біологічних, соціальних систем, логіку їхнього внутрішнього розвитку, і тому він широко застосовується в цих науках.

## Системний аналіз у сьогоденні
Сьогодні загальна теорія систем є наукою, що вивчає поведінку систем з метою виявлення основних властивостей їх поведінки. Ця теорія призвана визначити та пояснити яким чином з окремих елементів утворюється складна єдність цілого, нова сутність. Перехід від властивостей елементів до властивостей системи представляє найважливішу задачу теорії систем.
Сучасна наука про складні системи розвивається у трьох напрямках:
- створення концептуальних і методологічних основ;
- формування і формалізація нових задач;
- розробка методів і апарату вирішення.

Наочним прикладом цього революційного процесу є бурхлива поява нових галузей знань, нових наукових дисциплін, які виникають на стиках старих, поява комплексних „гібридних” наук, створення нових наук на основі багатосторонніх зв’язків між старими науками, народження нових принципово нових методів і принципів дослідження, котрі дають плідні результати. Такими новими „синтетичними”  дисциплінами є фізична хімія, астроботаніка, біохімія, біоніка (біологічна кібернетика), хімічна фізика, інженерна біологія, нейроінформатика, геонформаційні системи і технології та багато інших.

Синтез різних наук виявився у вищому ступені плідним. Є підстави вважати, що дана тенденція стає найважливішою, бо найбільш великі відкриття нашого часу зроблені на стику різних наук, де народились нові наукові дисципліни і напрямки. Всі ці новотвори – результат спільної дії двох зовні протилежних процесів: диференціації та спеціалізації, розподілу і інтеграції. Тобто, при вирішенні певних проблем відбувається синтез наукових знань, здійснюється комплексний підхід та перенесенням методів і принципів дослідження з однієї області в іншу, взаємопроникнення методів. Інтеграція приводить до висновку, що більшість проблем можуть отримати правильне наукове висвітлення тільки у тому випадку, якщо вони будуть опиратися на різні науки – суспільні, природні та технічні.

Щоб дійсно глибоко досліджувати якісь процеси, необхідний синтез, інтеграція висновків конкретних наук і результатів дослідження різних спеціалістів – інженерів, соціологів, філософів, економістів, психологів і т. ін.

Перша  особливість сучасного наукового пізнання - диференціація та інтеграція в розвитку науки.

Друга, особливість, полягає в придбанні сучасними науками все більшої строгості і точності.

Відомо, що науковий процес нерозривно пов’язаний з використанням математики. Знання в науці про системи можуть бути отримані як знання про класи систем або шляхом моделювання на комп’ютері.
Прикладом математично отриманих знань про системи можуть бути принципи максимуму ентропії і мінімуму інформації, закон необхідного розмаїття Ешбі.

Прикладами знань, отриманих моделюванням на ЕОМ є вплив кількості змінних і зв’язності системи на її стабільність, вплив взаємозв’язку між структурами і поведінкою системи і т. ін.

Однак, кількісний аналіз неприпустимо абсолютизувати, не можна виходити за рамки доцільного. Обчислення самі по собі, в тому числі і за допомогою самих сучасних комп’ютерів, загрожують виродитись в гру цифр. Більше того, звичка до обчислень може навіть відучити думати.

Третя особливість – сучасна наука розвивається більш динамічно, ніж раніше.

Четверта особливість – на наш погляд, в Україні спостерігається серйозна криза освіти, яка полягає у тому, що вона орієнтована на знання, уміння і навички, але не на розуміння і творче мислення. Взагалі ця схема зовсім непогана, вона досить ефективна для підготовки робочих, водіїв, льотчиків і деяких інших спеціальностей, але досить малоефективна для навчання інженера, менеджера, економіста і т. ін., оскільки в цих професіях важливі не просто знання, а їх системність і розуміння.